# Polizzello

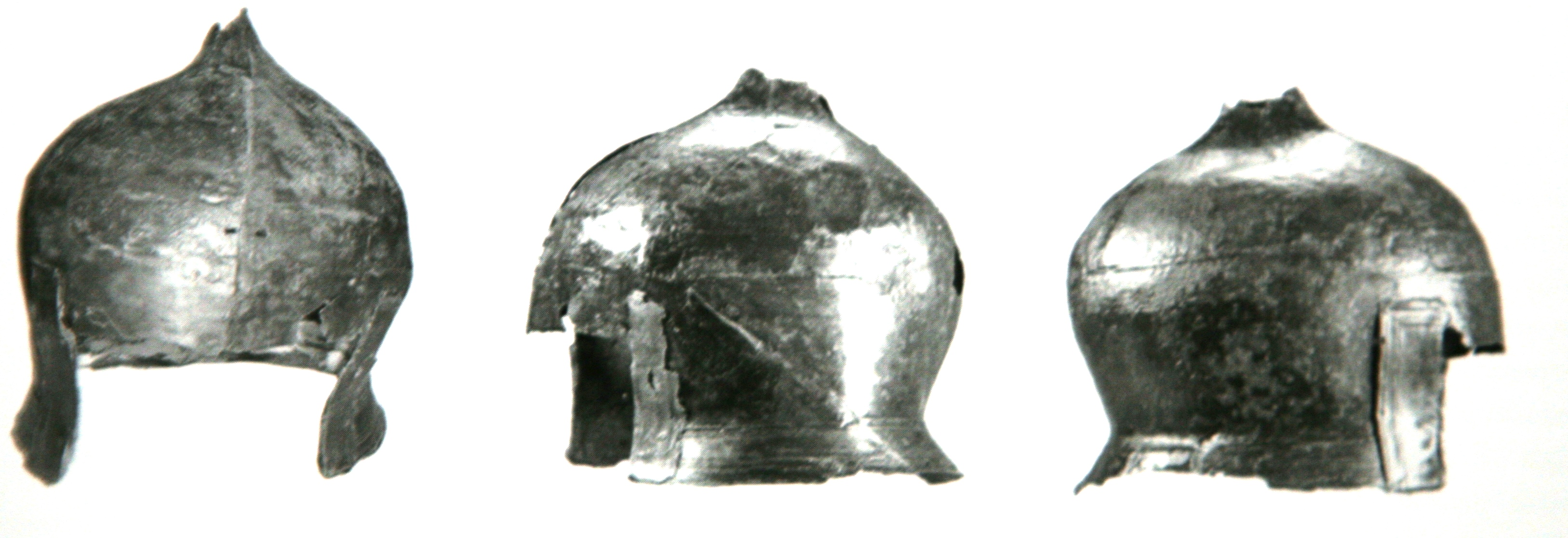
Casque de Polizzello

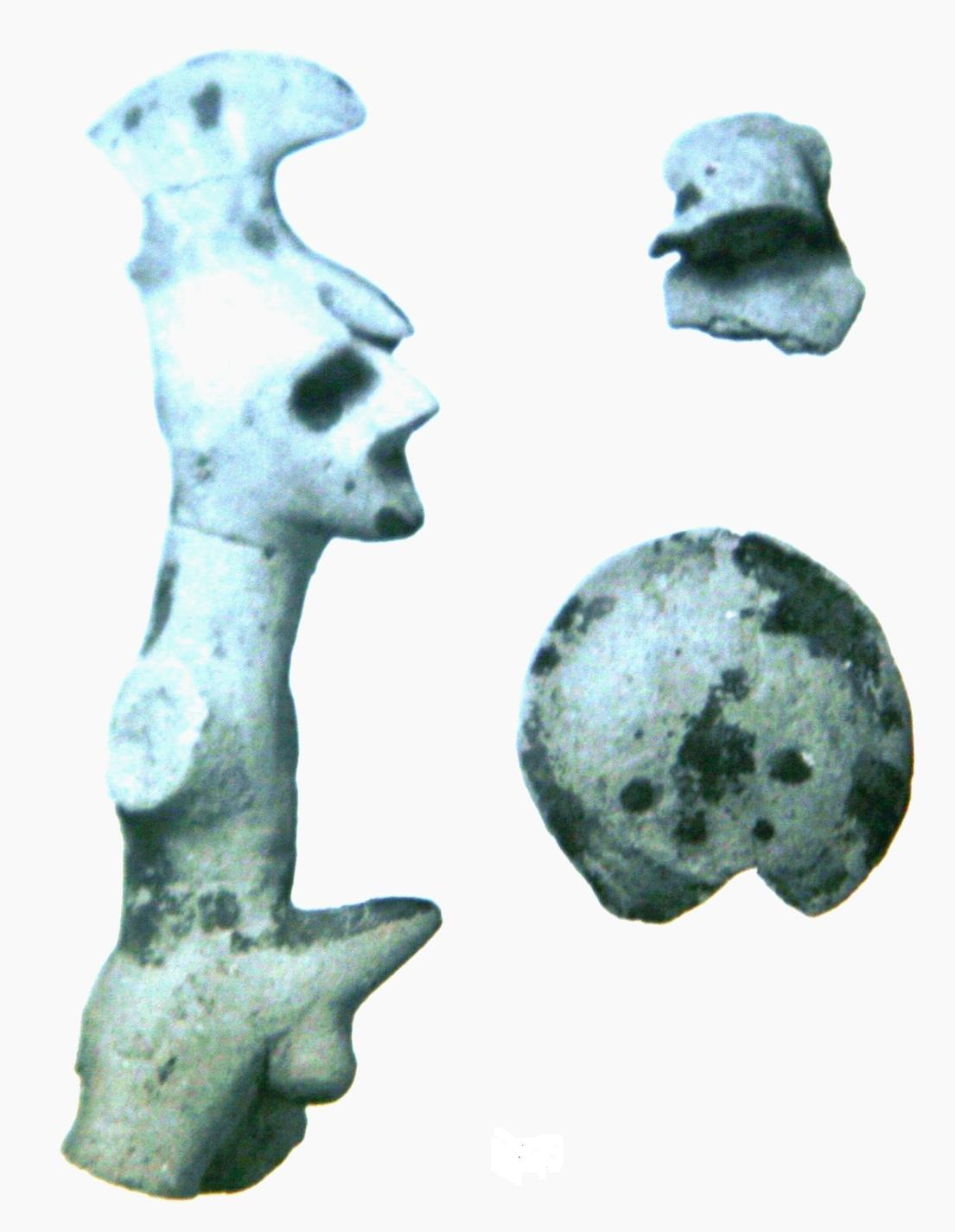
Guerrier de Polizzello

Polizzello est un site préhistorique sicane daté de l'Âge du bronze et de l'Âge du fer, situé à Mussomeli, dans la province de Caltanissetta, en Sicile (Italie).

## Historique
Les premières fouilles de Polizzello furent conduites par E. Gabriel en 1925, et par Paolo Orsi et R. Carta en 1926.

## Situation
Le site de Polizzello est situé sur une colline dominant la vallée du Platani, à 877 m au-dessus du niveau de la mer, près de Mussomeli, dans la province de Caltanissetta.
Le site se prête bien à une implantation car il est facilement défendable et possède des sources d’eau. Il se compose de deux étages, dont le plus petit et le plus élevé abrite l’acropole et l'implantation la plus ancienne. Le site a une orientation est-ouest avec un seul accès depuis l’est.

## Chronologie
On distingue trois périodes d'occupation principales :
- l'Âge du bronze ancien (du XIXe au XVIe siècle av. J.-C.) a laissé quelques tombes de la culture de Castelluccio et une cabane circulaire avec mobilier placée sur le côté est de la colline.
- l'Âge du bronze récent (du XIe au IXe siècle av. J.-C.) a donné lieu à la création d’une acropole située au sommet de la colline.
- l'Âge du fer (du VIIIe au VIe siècle av. J.-C.) est la période de plein épanouissement du site.

## Bâtiments
De l'Âge du fer datent une enceinte monumentale qui longe le bord de la terrasse de la colline, et une série de bâtiments circulaires : sanctuaires ou lieux de culte.
L'édifice nord, daté du VIIIe siècle av. J.-C., enceinte à ciel ouvert de 15 m x 6,70 m, accessible de deux côtés, avait une fonction religieuse mais aussi sociale, puisqu'on y prenait des repas en commun.
Vers le milieu du VIIe siècle av. J.-C., un mur et deux édifices ronds de 15 mètres de diamètre sont construits, complétés par la suite par deux autres chapelles circulaires tangentes entre elles de 8 et 10 mètres de diamètre, avec portique trapézoïdal.
L'acropole est érigée sur le plateau supérieur du site vers le milieu du VIIe siècle av. J.-C., au-dessus de bâtiments plus anciens.
Une nécropole se trouve le long des falaises avec des sépultures du VIIe au VIe siècle av. J.-C..
Les restes de la maison du Téménos datent du Ve siècle av. J.-C.

## Vestiges
C'est dans la grande enceinte qu'ont été trouvés les principaux vestiges archéologiques, dont le casque de Polizzello, de fabrication crétoise, et une figurine phallique de guerrier (guerrier de Polizzello).
La présence de matières précieuses comme l'ambre, l'ivoire et l’argent, importées par les Grecs et les Phéniciens, prouve la richesse de la communauté et de ses voisines, auxquelles le sanctuaire était ouvert.
On a trouvé, parmi le riche dépôt votif de la seconde chapelle, un casque en bronze avec cimier de type crétois.

## Galerie

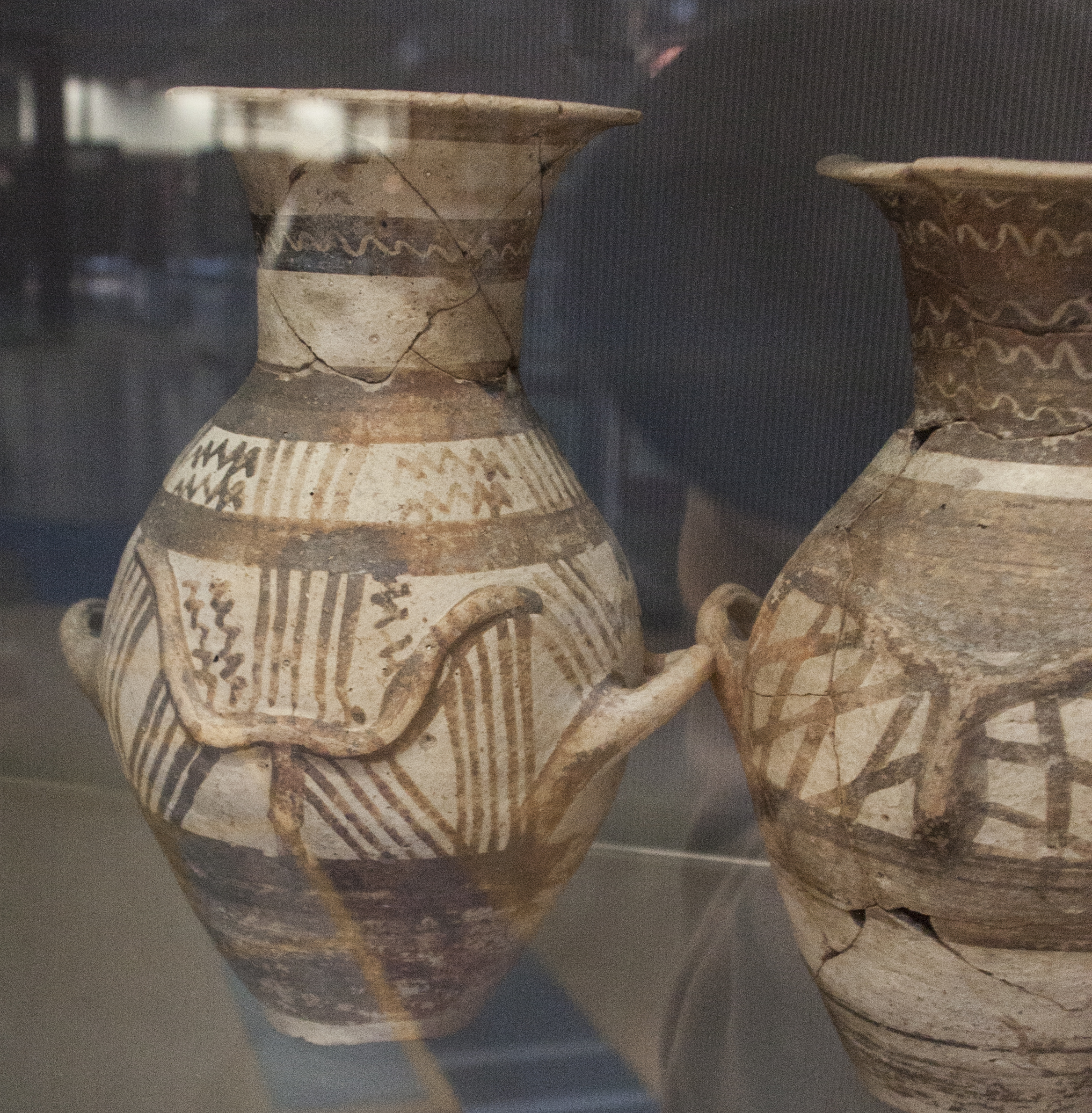
Amphores peintes
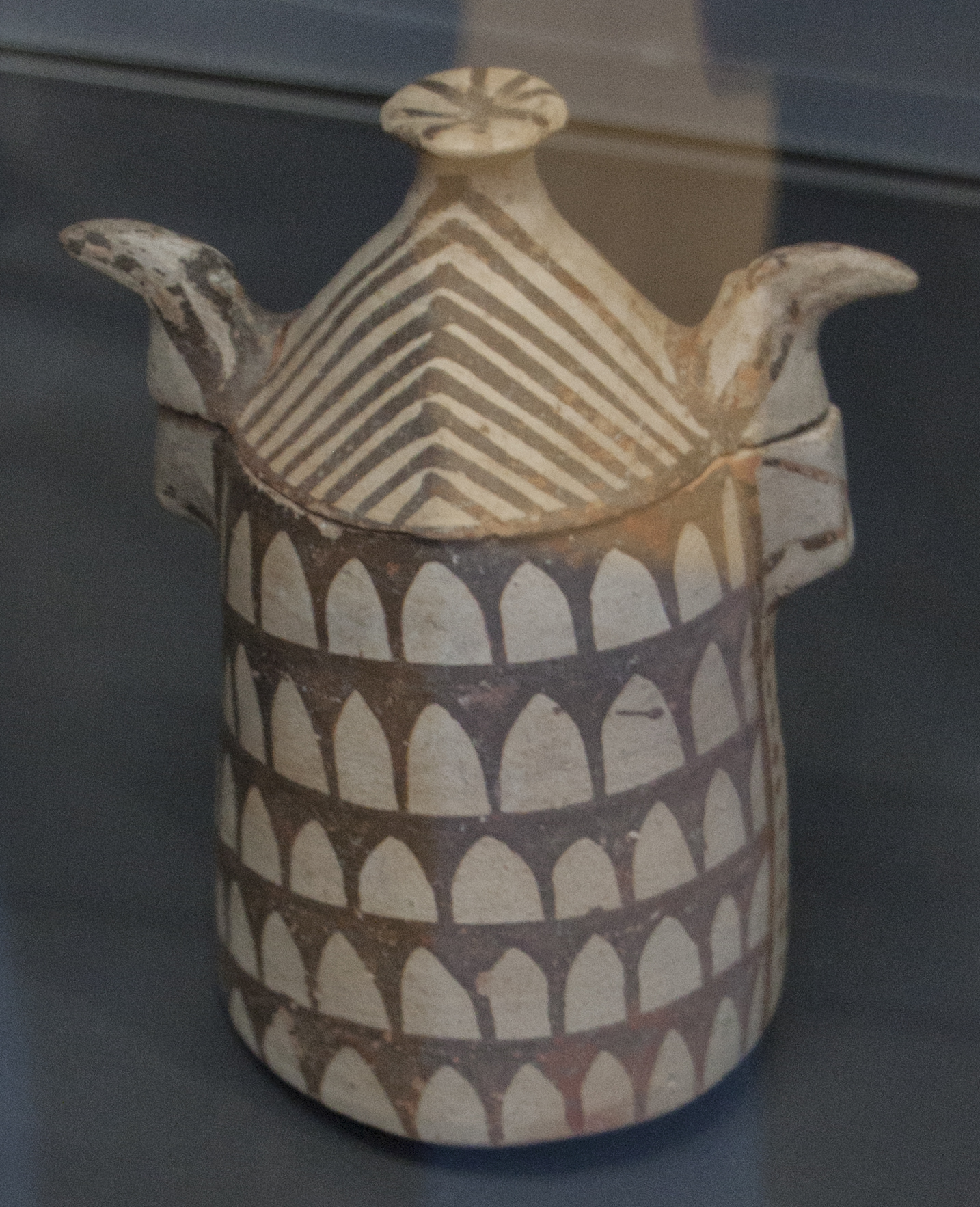
Vase cylindrique
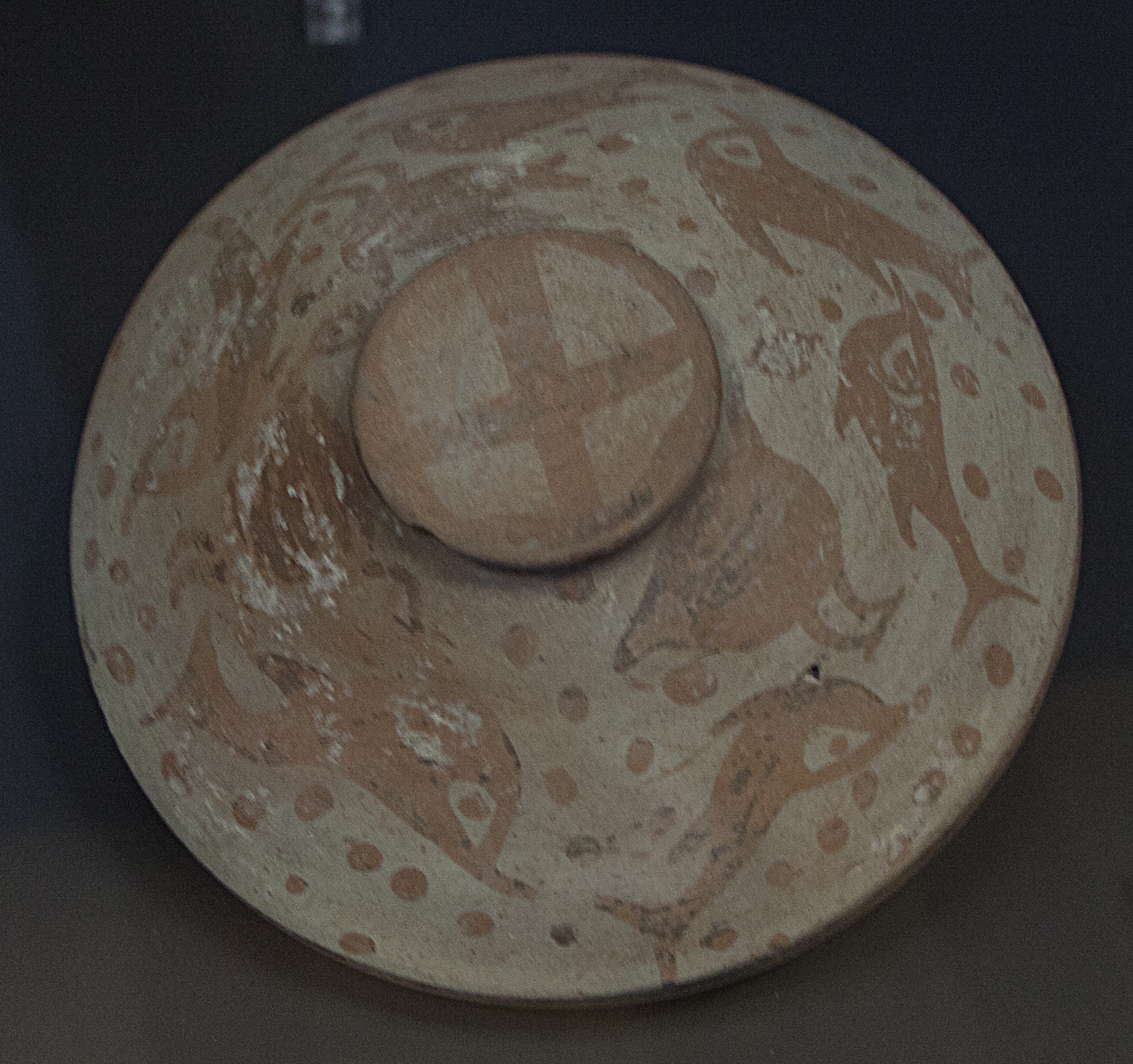
Coupelle peinte

## Cultes
La communauté de Polizzello était florissante au vu des riches découvertes archéologiques. Elle vouait un culte à des déesses féminines chargées de lui assurer fertilité et fécondité.
Aux cultes chthoniens des Sicanes se superposa ensuite, comme dans toute la Sicile, le culte grec de Déméter et Koré, puis s'ajouta celui d'Ulysse.